# (33479) 1999 GO
1999 GO (asteroide 33479) é um asteroide da cintura principal. Possui uma excentricidade de 0.15259190 e uma inclinação de 0.84125º.
Este asteroide foi descoberto no dia 5 de abril de 1999 por Korado Korlević em Visnjan.